# Beppe Mojetta
Giuseppe Mojetta, detto Beppe (Milano, 20 ottobre 1905 – Milano, 24 aprile 1979), è stato un compositore, direttore d'orchestra, arrangiatore, trombonista, trombettista e batterista italiano.

## Biografia
Nato in una famiglia in cui tutti i componenti suonavano per hobby qualche strumento, studiò con il fratello  Luigi trombone al Conservatorio di Musica Giuseppe Verdi di Milano; dopo il diploma si avvicinò al jazz e iniziò a suonare in varie formazioni, tra cui la Louisiana Orchestra diretta da Piero Rizza, dove ha modo di conoscere Pippo Starnazza, batterista della formazione, con cui formò un duo in cui Starnazza cantava interpretando standard jazz in finto inglese con l'accento milanese.
Nel 1930 entrò come trombonista nell'orchestra che accompagna il ballerino e cantante statunitense (ma di nascita etiope) Harry Flemming: con questo gruppo (che comprende Angelo Celli, Harry Phillips e Gaetano Gimelli alla tromba, Eddie Norman al trombone, Americo Del Ventura al violino, Lou Rothé e José Casa al sax alto, Freddy Culley al sax tenore, Matteo Ortuso al clarinetto, Cosimo Di Ceglie alla chitarra, Ralph Phillips al contrabbasso, Rudy Pätz alla batteria e Bobby Wolley al pianoforte e agli arrangiamenti) effettuò le sue prime registrazioni, pubblicate su vari 78 giri dalla Columbia, ristampate in CD nel 2004; compie inoltre numerosi tour in Italia e all'estero. Lavorare con Eddie Norman fu molto importante per la maturazione musicale di Mojetta.
Dopo un periodo passato nel complesso del violinista Max Springer, nel 1936 si trasferì a Torino ed entrò insieme al fratello Luigi, anche lui trombonista, nell'Orchestra Cetra diretta dal Maestro Pippo Barzizza (composta da Emanuele Giudice, Claudio Pasquali, Michele Garabello alle trombe, Sergio Quercioli e Domenico Mancini al clarinetto e al sax alto, Marcello Cianfanelli al sax tenore, Cesare Estill al clarinetto e al sax baritono, Agostino Valdambrini Piero Filanci, Felice Abriani e Adriano La Rosa ai violini, Gino Filippini al pianoforte, Saverio Seracini alla chitarra, Aldo Fanni al contrabbasso e Francesco Bausi alla batteria) con cui partecipa a tutte le registrazioni dei cantanti dell'Eiar del periodo.
Barzizza gli affidò anche qualche arrangiamento, e grazie a queste esperienze Mojetta iniziò l'attività di arrangiatore nel decennio successivo, formando un'orchestra a suo nome (con musicisti noti come Sergio Fanni alla tromba e al flicorno, Giacomo Polverino al trombone, Sergio Quercioli al clarinetto, Mario Di Cunzolo al sax e Michele Ortuso alla chitarra), lavorando a molti successi come Perduto amore (in cerca di te) di Nella Colombo e Il treno della neve di Vittorio Belleli nel 1945; secondo Everardo Della Noce Mojetta "era dotato di uno swing molto più accentuato e quindi più vicino allo spirito e ai desideri musicali dei ragazzi di allora".
Negli anni '50 partecipò come arrangiatore a varie edizioni del Festival di Napoli, collaborando a molte incisioni di Mario Trevi; nel 1954 perse una causa per plagio con Giuseppe Fugazza per la sua «Una canzone e quattro lacrime».
Negli anni '60 lavorò per le case discografiche Caruso e Sci del maestro Vitaliano Caruso.

## Canzoni scritte da Beppe Mojetta
| Anno | Titolo             | Autori del testo   | Autori della musica | Interpreti     |
| ---- | ------------------ | ------------------ | ------------------- | -------------- |
| 1945 | T'amo              | Ferdinando Tettoni | Beppe Mojetta       | Natalino Otto  |
| 1946 | Tenerezze          | C. Deani           | Beppe Mojetta       | Natalino Otto  |
| 1947 | La Pepina          | Ferdinando Tettoni | Beppe Mojetta       | Natalino Otto  |
| 1947 | Un bacio           | Ferdinando Tettoni | Beppe Mojetta       | Aldo Donà      |
| 1961 | E la vita continua | Giorgio Calabrese  | Beppe Mojetta       | Aura D'Angelo  |
| 1961 | Al buio            | Franco Franchi     | Beppe Mojetta       | Franco Franchi |
| 1970 | Un attimo          | Vitaliano Caruso   | Beppe Mojetta       | Wilson Boly    |
| 1970 | Avere qualcosa     | Franco Franchi     | Beppe Mojetta       | Wilson Boly    |

## Discografia

### 78 giri
- 1945: È arrivato il Boogie Woogie/Frenesia (Cetra, AA 410
- 1945: Sold American/Bolly Ja-Ja (Cetra, AA 411)
- 1946: Tango all'infinito/Gelosia (Cetra, AA 446)

### 33 giri
- 1953: Beppe Mojetta e la sua orchestra - (Decimo piano) (Cetra, LPA 6)
- 1955: Beppe Mojetta e la sua orchestra nel 5º Festival della Canzone - Sanremo 1955  (Cetra, LPA 26)

### EP
- 1953: Beppe Mojetta e la sua orchestra - Serie di valzer musette (Cetra, EP 0504)
- 1954: Beppe Mojetta e la sua orchestra - (Musette des campagnes) (Cetra, EP 0520)
- 1955: Caminito/Somebody Loves Me/Yesterdays/Kiss Tango (Cetra, EP 0531; con Armando Fragna e Dora Musumeci; l'orchestra Mojetta esegue Caminito, la Musumeci esegue Somebody Loves Me e Kiss Me, mentre l'orchestra Fragna esegue Kiss Tango)

### 45 giri
- 1958 Rodríguez pena/A media luz (Fonit-Cetra, SP 198)
- 1958 Plegaria/Caminito (Fonit-Cetra, SP 199)
- 1958 Appassionato tango/Tango delle rose (Fonit-Cetra, SP 201)
- 1958 Mam'selle/A ciascuno il suo destino (Fonit-Cetra, SP 210)